# Papiro 127
O Papiro 127 ({\displaystyle {\mathfrak {P}}}127) é um antigo papiro do Novo Testamento que contém fragmentos do capítulo onze da Atos dos Apóstolos (10,32-35.40-45; 11,2-5.30; 12,1-3.5.7-9; 15,29-31.34-36. (37), 38-41; 16,1-4.13-40; 17,1-10). 
O texto é escrito em uma coluna por página, em 22-26 linhas por página.
O texto grego desse códice é um representante do texto-tipo Alexandrino. 